# Österreichische Badmintonmeisterschaft 2013
Die Österreichische Badmintonmeisterschaft 2013 fand vom 1. bis zum 3. Februar 2013 in Feldkirch statt. Es war die 56. Auflage der Meisterschaften.

## Medaillengewinner
| Disziplin    | Gold                               | Silber                           | Bronze                                 |
| ------------ | ---------------------------------- | -------------------------------- | -------------------------------------- |
| Herreneinzel | David Obernosterer                 | Luka Wraber                      | Michael Lahnsteiner                    |
| Herreneinzel | David Obernosterer                 | Luka Wraber                      | Rüdiger Gnedt                          |
| Dameneinzel  | Simone Prutsch                     | Michaela Mathis                  | Alexandra Mathis                       |
| Dameneinzel  | Simone Prutsch                     | Michaela Mathis                  | Maria Fröhlich                         |
| Herrendoppel | Daniel Graßmück Roman Zirnwald     | Jürgen Koch Peter Zauner         | Vilson Vattanirappel Lukas Weissenbäck |
| Herrendoppel | Daniel Graßmück Roman Zirnwald     | Jürgen Koch Peter Zauner         | Lukas Rebhandl Simon Rebhandl          |
| Damendoppel  | Elisabeth Baldauf Alexandra Mathis | Sarina Kohlfürst Nathalie Ziesig | Daniela Adamec Nina Almer              |
| Damendoppel  | Elisabeth Baldauf Alexandra Mathis | Sarina Kohlfürst Nathalie Ziesig | Anna Demmelmayer Belinda Heber         |
| Mixed        | Roman Zirnwald Elisabeth Baldauf   | Peter Zauner Sarina Kohlfürst    | Jan Sedlmayr Michaela Mathis           |
| Mixed        | Roman Zirnwald Elisabeth Baldauf   | Peter Zauner Sarina Kohlfürst    | Dominik Stipsits Katrin Neudolt        |

## Herreneinzel
- Ralph Bittenauer – Harald Hochgatterer: 21-9 21-18
- David Obernosterer – Moritz Kaufmann: 21-15 21-15
- Dominik Stipsits – Thomas Petzold: 21-15 21-15
- Jan Sedlmayr – Sebastian Schuler: 21-7 21-15
- Florian Baumgartner – Armin Griebler: 21-17 21-17
- Christoph Syrch – Michael Giesinger: 21-10 21-7
- Rüdiger Gnedt – Markus Schaller: 21-9 21-14
- Vilson Vattanirappel – Dominik Trojan: 21-19 21-17
- Simon Rebhandl – Jakob Wraber: 21-8 21-12
- Heimo Götschl – Benjamin Schlemmer: 21-15 21-11
- Thomas Hahn – Markus Grutschnig: 21-23 22-20 21-14
- Lukas Weissenbäck – Yutaka Amann: 21-12 21-6
- Daniel Graßmück – Fabian Steurer: 15-21 21-13 21-12
- Wolfgang Gnedt – Matthias Bertsch: 21-8 21-14
- Michael Lahnsteiner – Ralph Bittenauer: 21-11 21-17
- Jan Sedlmayr – Lukas Weissenbäck: 20-22 21-15 21-13
- David Obernosterer – Florian Baumgartner: 21-8 21-11
- Vilson Vattanirappel – Daniel Graßmück: 21-16 21-17
- Wolfgang Gnedt – Dominik Stipsits: 21-16 21-9
- Rüdiger Gnedt – Christoph Syrch: 21-15 22-20
- Heimo Götschl – Simon Rebhandl: 15-21 21-6 21-15
- Luka Wraber – Thomas Hahn: 21-6 21-10
- Michael Lahnsteiner – Jan Sedlmayr: 21-8 21-9
- David Obernosterer – Vilson Vattanirappel: 21-16 21-16
- Rüdiger Gnedt – Wolfgang Gnedt: 21-17 21-19
- Luka Wraber – Heimo Götschl: 21-11 21-17
- David Obernosterer – Luka Wraber: 21-13 16-21 21-18
- David Obernosterer – Michael Lahnsteiner: 21-14 21-18
- Luka Wraber – Rüdiger Gnedt: 21-15 21-7

## Dameneinzel
- Julia Frantes – Chiara List: 25-23 21-16
- Leonie Stenek – Nathalie Winkler: 21-11 21-11
- Sonja Langthaler – Daniela Adamec: 18-21 21-19 21-10
- Bianca Schiester – Natalie Herbst: 21-13 21-13
- Simone Prutsch – Julia Frantes: 21-13 21-6
- Katrin Neudolt – Nina Almer: 14-21 21-16 21-11
- Alexandra Mathis – Leonie Stenek: 21-16 21-8
- Jenny Ertl – Mia Matic: 21-4 21-16
- Michaela Mathis – Belinda Heber: 11-21 24-22 21-15
- Nathalie Ziesig – Bianca Schiester: 21-12 22-20
- Maria Fröhlich – Janine Lais: w.o.
- Sarina Kohlfürst – Sonja Langthaler: 21-15 18-21 21-15
- Simone Prutsch – Katrin Neudolt: 21-9 21-16
- Alexandra Mathis – Jenny Ertl: 21-13 21-16
- Michaela Mathis – Nathalie Ziesig: 23-25 21-12 21-18
- Maria Fröhlich – Sarina Kohlfürst: 21-13 21-0 Aufgabe
- Simone Prutsch – Michaela Mathis: 17-21 21-6 21-19
- Simone Prutsch – Alexandra Mathis: 21-18 21-15
- Michaela Mathis – Maria Fröhlich: 21-16 21-12

## Herrendoppel
- Matthias Bertsch / Jan Sedlmayr – Moritz Kaufmann / Stefan Ratheyser: 16-21 21-11 21-15
- Lukas Weissenbäck / Vilson Vattanirappel – Thomas Petzold / Benjamin Schlemmer: 21-7 21-10
- Wolfgang Gnedt / Rüdiger Gnedt – Christoph Syrch / Jakob Wraber: 21-13 21-17
- Christoph Frantes / Georg Cejnek – Sebastian Schuler / Fabian Steurer: 22-20 17-21 23-21
- Simon Rebhandl / Lukas Rebhandl – Markus Grutschnig / Dominik Trojan: 21-11 21-12
- Dominik Stipsits / Ralph Bittenauer – Thomas Hahn / Harald Hochgatterer: 21-13 19-21 21-17
- Peter Zauner / Jürgen Koch – Matthias Bertsch / Jan Sedlmayr: 21-14 21-4
- Lukas Weissenbäck / Vilson Vattanirappel – Rüdiger Gnedt / Wolfgang Gnedt: 21-12 21-9
- Simon Rebhandl / Lukas Rebhandl – Georg Cejnek / Christoph Frantes: 21-17 21-19
- Roman Zirnwald / Daniel Graßmück – Ralph Bittenauer / Dominik Stipsits: 23-21 21-15
- Peter Zauner / Jürgen Koch – Vilson Vattanirappel / Lukas Weissenbäck: 21-12 21-14
- Roman Zirnwald / Daniel Graßmück – Lukas Rebhandl / Simon Rebhandl: 21-11 22-20
- Roman Zirnwald / Daniel Graßmück – Jürgen Koch / Peter Zauner: 13-21 21-15 21-15

## Damendoppel
- Bianca Schiester / Katrin Neudolt – Janine Lais / Chiara List: w.o.
- Mia Matic / Julia Frantes – Natalie Herbst / Nathalie Winkler: 15-21 21-7 21-10
- Sonja Langthaler / Lilli Greutter – Christina Baldauf / Theresa Baldauf: 21-18 18-21 21-10
- Leonie Stenek / Michaela Mathis – Jenny Ertl / Maria Fröhlich: 21-17 21-15
- Nathalie Ziesig / Sarina Kohlfürst – Katrin Neudolt / Bianca Schiester: 21-18 25-23
- Nina Almer / Daniela Adamec – Julia Frantes / Mia Matic: 21-8 21-17
- Belinda Heber / Anna Demmelmayer – Lilli Greutter / Sonja Langthaler: 21-19 21-15
- Alexandra Mathis / Elisabeth Baldauf – Michaela Mathis / Leonie Stenek: 21-14 21-17
- Nathalie Ziesig / Sarina Kohlfürst – Daniela Adamec / Nina Almer: 21-11 9-21 21-14
- Alexandra Mathis / Elisabeth Baldauf – Anna Demmelmayer / Belinda Heber: 21-17 22-20
- Alexandra Mathis / Elisabeth Baldauf – Sarina Kohlfürst / Nathalie Ziesig: 22-20 21-5

## Mixed
- Benjamin Schlemmer / Sonja Langthaler – Moritz Kaufmann / Janine Lais: w.o.
- Dominik Trojan / Belinda Heber – Ralph Bittenauer / Lilli Greutter: 21-16 8-21 25-23
- Dominik Stipsits / Katrin Neudolt – Sebastian Schuler / Leonie Stenek: 21-13 21-15
- Georg Cejnek / Mia Matic – Stefan Ratheyser / Natalie Herbst: 21-14 21-18
- Jan Sedlmayr / Michaela Mathis – Florian Baumgartner / Maria Fröhlich: 21-18 21-12
- Simon Rebhandl / Iris Freimüller – Christoph Syrch / Anna Demmelmayer: 21-9 21-11
- Markus Schaller / Daniela Adamec – Christoph Frantes / Julia Frantes: 21-15 20-22 21-9
- Peter Zauner / Sarina Kohlfürst – Markus Grutschnig / Jenny Ertl: 21-10 21-15
- Roman Zirnwald / Elisabeth Baldauf – Georg Cejnek / Mia Matic: 21-13 21-13
- Roman Zirnwald / Elisabeth Baldauf – Benjamin Schlemmer / Sonja Langthaler: 21-18 21-6
- Jan Sedlmayr / Michaela Mathis – Dominik Trojan / Belinda Heber: 20-22 21-17 21-10
- Dominik Stipsits / Katrin Neudolt – Simon Rebhandl / Iris Freimüller: 21-18 17-21 21-19
- Peter Zauner / Sarina Kohlfürst – Markus Schaller / Daniela Adamec: 22-20 21-12
- Roman Zirnwald / Elisabeth Baldauf – Jan Sedlmayr / Michaela Mathis: 21-13 21-16
- Peter Zauner / Sarina Kohlfürst – Dominik Stipsits / Katrin Neudolt: 21-18 16-21 21-14
- Roman Zirnwald / Elisabeth Baldauf – Peter Zauner / Sarina Kohlfürst: 21-12 21-9